# Фань Чжиї
Фань Чжиї (кит.: 范志毅, нар. 22 січня 1970, Шанхай) — китайський футболіст, що грав на позиції захисника. Єдиний представник Китаю серед володарів титулу Футболіст року в Азії (2001).
За опитуванням IFFHS займає 16 місце серед найкращих футболістів Азії XX століття. Був дуже популярний в своїй країні і носив у кількох матчах пов'язку капітана національну збірну Китаю, зіграв за збірну 109 матчів.

## Клубна кар'єра
У дорослому футболі дебютував 1994 року виступами за «Шанхай Шеньхуа», в якому провів чотири з половиною сезони, взявши участь у 99 матчах чемпіонату. Крім впевненої гри у центрі захисту відзначався потужною грою «на другому поверсі», через яку нерідко відзначався забитими голами після розіграшів стандартних положень та іноді ситуативно використовувався як нападник. 1995 року навіть став найкращим бомбардиром чемпіонату Китаю. Того ж року з командою став чемпіоном і володарем Суперкубка Китаю.
У 1998 році перейшов у «Крістал Пелас», клуб другого за рівнем англійського дивізіону. Вони разом з Сунь Цзіхєм стали першими китайцями в англійській лізі. Став основним захисником «Кристала» і капітаном команди, а в сезоні 2001 року був визнаний найкращим гравцем клубу, але занадто часті відлучки для гри за збірну призвели до продажу Чжиї в шотланський «Данді» за 350 000 £, у складі якого він в одному з матчів забив «Селтіку».
У 2002 році був орендований клубом «Шеньсі Чаньба». Після цього спробував влаштуватися в клуб «Джиллінгем», але перейшов в листопаді 2002 року в «Кардіфф Сіті».
У жовтні 2003 року перейшов до «Булер Рейнджерс», ставши граючим тренером клубу, але пропрацював лише кілька місяців і у січні перейшов у «Шанхай Цзючен», де став капітаном команди.
Завершив професійну ігрову кар'єру у клубі «Гонконг Рейнджерс», у складі якого вже виступав раніше. Прийшов до команди 2005 року і захищав її кольори до припинення виступів на професійному рівні у 2006 році.

## Виступи за збірні
22 серпня 1992 року дебютував в офіційних іграх у складі національної збірної Китаю в матчі проти Північної Кореї (2:2). У тому ж році Клаус Шлаппнер включив його до заявки на кубок Азії 1992 року в Японії. На цьому турнірі китайці зайняли третє місце, а сам Чжиї зіграв у 5 матчах своєї команди.
Через чотири роки він знову став частиною команди на кубку Азії 1996 року в ОАЕ, зігравши у всіх чотирьох матчах своєї команди, яка вилетіла у чвертьфіналі. У 2000 році Бора Милутнинович включив захисника у заявку на кубок Азії 2000 року у Лівані, де Китай зайняв 4-те місце, а Фань зіграв у 4 іграх.
Через два роки Милутинович взяв досвідченого 32-річного гравця на чемпіонат світу 2002 року в Японії і Південній Кореї. Китайці зайняли останнє місце у своїй групі, а Фань зіграв в одному матчі з Коста-Рикою (0:2). Це була його остання зустріч в команді. Протягом кар'єри у національній команді, яка тривала 11 років, провів у формі головної команди країни 106 матчів, забивши 17 голів.

## Досягнення

### Клубні
Шанхай Шеньхуа
- Чемпіон Китаю: 1995
- Володар Суперкубка Китаю: 1995
- Володар Кубка Китаю: 1998

### Збірні
- Бронзовий призер Кубка Азії: 1992
- Срібний призер Азійських ігор: 1994
- Бронзовий призер Азійських ігор: 1998

### Індивідуальні
- Футболіст року в Азії: 2001
- Кращий футболіст року в Китаї: 2001
- Володар «Золотого м'яча» КФА: 1995, 1996
- Володар «Золотого бутсу» КФА: 1995
- Гравець року в «Крістал Пелас»: 2001